# Christian Mohr (Bildhauer)

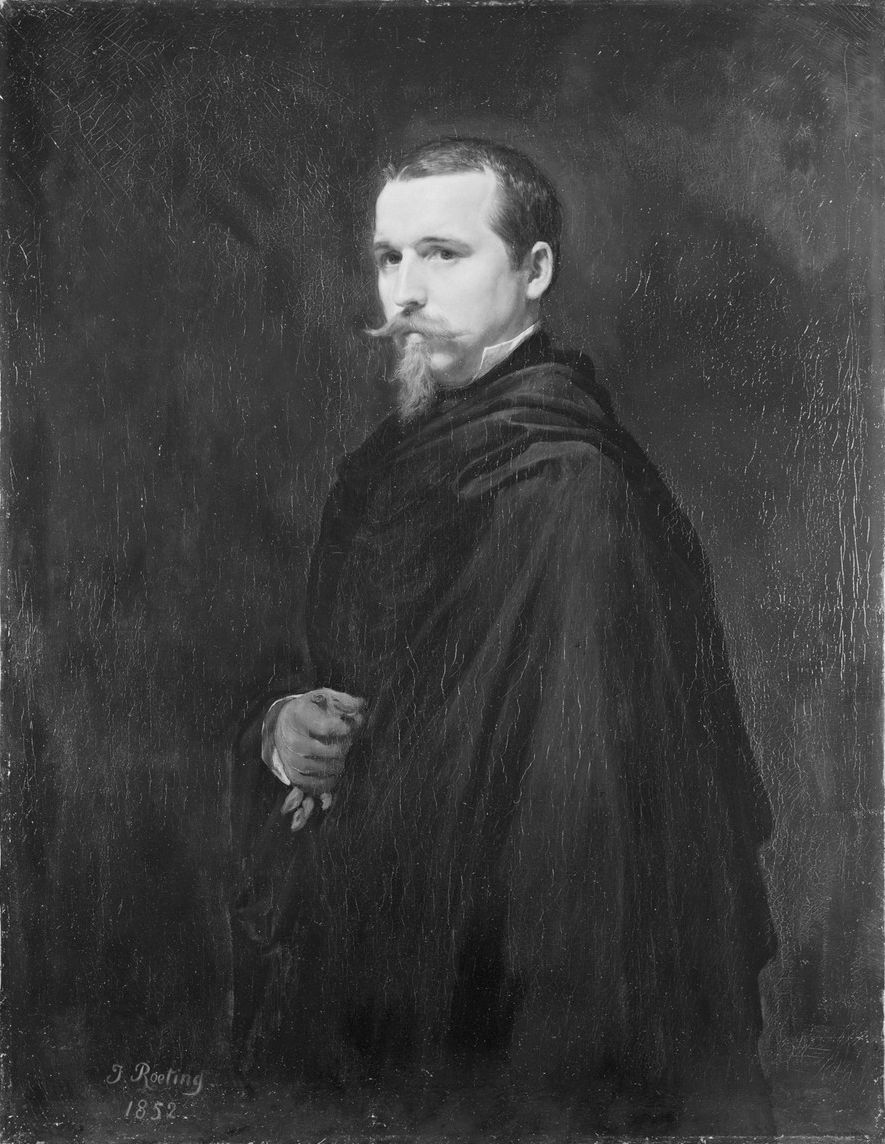
Christian Mohr, Porträt von Julius Roeting (1822–1896), Öl auf Leinwand, 1852, Kölnisches Stadtmuseum

Christian Mohr (* 15. April 1823 in Fornich, Andernach; † 13. September 1888 in Köln) war ein deutscher Bildhauer, Kölner Dombildhauer, Restaurator und Kunstschriftsteller.

## Leben
Christian Mohr wurde als eines von acht Kindern des Bauern und Gastwirts Johann Adam Mohr (1788–1841) und dessen Ehefrau Christina Mohr geborene Hirsch (1800–1848) geboren. Seit 1845 von Köln aus wirkend heiratete er 1853 die Tochter des Chemnitzer Schauspieldirektors Carl Ferdinand Graff, Caroline Emile Helene geborene Graff, mit der er zwei Söhne und eine Tochter hatte.
Auf Empfehlung von Johann Claudius von Lassaulx wurde Christian Mohr als Absolvent des heimatlichen Progymnasiums und nach seiner um 1840 begonnenen dreijährigen Bildhauerlehre in Köln unter anderem mit der 1844 ausgeführten und erhaltenen Statue des Hl. Matthias in der Matthiaskapelle (Kobern-Gondorf) beauftragt, während er in Koblenz als Bildhauer tätig war.
Als Bildhauer und Inhaber einer Werkstatt in Köln zeichnete er im Zusammenhang mit dem Kölner Dom bis 1871 für mindestens 333 Skulpturen verantwortlich, denen die restaurierten zuzurechnen sind.
Er blieb zeit seines Lebens von den Idealen des Klassizismus geprägt, arbeitete aber auch im Stil der Nazarener. Sein Schwager war der Architekt Friedrich von Schmidt.
Bekannte Mitarbeiter oder Schüler von Christian Mohr waren Johann Degen, Otto Hansmann, Leo Müsch, Edmund Renard d. Ältere, Caspar Weis (1849–1930) und Anton Werres.
Christian Mohr wurde auf dem Kölner Melaten-Friedhof beigesetzt. Die Grabstätte existiert nicht mehr.

## Arbeiten und Entwürfe
- 1844: Statue des Hl. Matthias in der Matthiaskapelle (Kobern-Gondorf), wobei ihm als Vorlage das Sebaldusgrab aus der Werkstatt von Peter Vischer der Ältere dient
- Statuetten an der Tumba Konrads von Hochstaden im Kölner Dom (1846–1848)
- Skulpturen an den Südquerhausportalen des Kölner Domes (1849–1871)
- Wasserspeier und Auffangfiguren am Kölner Dom (1850–1853)
- Neugotische Mariensäule in Eupen (1857)
- Tafelaufsatz für den Prinzen Friedrich Wilhelm von Preußen und die Prinzessin Victoria von Sachsen-Coburg und Gotha (1857–1858)
- Statuen für den Rahmen des ehemaligen Marienaltares im Kölner Dom (1859–1860)
- Wettbewerbsmodelle zum Denkmal Friedrich Wilhelms III. für Köln (1862–1863)
- Statuen am ehemaligen Siegesbrunnen in Lübeck (1874–1875)
- Die Bowle im Ratssilber der Stadt Köln (1877)
- Die Lünettenreliefs am ehemaligen Post- und Telegraphenamt in Münster (1878–1880)
- Entwürfe von sieben Statuen am Rathaus in Aachen (Konrad II., Heinrich III., Friedrich der Schöne, Maximilian II., Matthias, Joseph I., Karl VI.), ausgeführt von den Aachener Bildhauern Carl Esser, Wilhelm Pohl und Lambert Piedboeuf (1881–1887)
- Die Porträtplastik (1856–1879)
- Vier Großfiguren der westlichen Portalvorhalle der Christuskirche in Hannover (um 1855)[3]
- Marmorbüste des preußischen Unternehmers Franz Daniel Hölterhoff[4]

## Veröffentlichungen
- Die Kirchen von Köln. 1885
- Köln in seiner Glanzzeit. 1885